# Peter Crombie
Peter B. Crombie (n. 26 iunie 1952 – d. 10 ianuarie 2024, Palm Springs⁠(d), California, SUA) a fost un actor american de film și televiziune. A devenit cunoscut pentru rolul lui Crazy Joe Davola în serialul Seinfeld.

## Cariera
A apărut în filme precum Născut pe 4 iulie, Născuți asasini⁠(d), Seven, Cainele meu Skip⁠(d) și The Doors. Cel mai cunoscut rol de televiziune a fost cel al personajului episodic „Crazy” Joe Davola⁠(d) în Seinfeld. Numele a fost utilizat cu acordul directorului Fox TV, Joe „Lennard” Davola⁠(d).
De asemenea, a avut roluri în seriale de televiziune precum Spenser: For Hire⁠(d), Star Trek: Deep Space Nine (în episodul „Melora”), Walker, polițist texan, Lege și ordine⁠(d), Secrete de familie⁠(d) și NYPD Blue - Viață de polițist⁠(d).
Crombie a scris scenariul pentru scurtmetrajul Threshold din 2006.
Nu trebuie confundat cu atletul australian Peter Crombie (născut la 25 decembrie 1944).
A murit pe 10 ianuarie 2024 la vârsta de 71 de ani.